# Odontocepheus curtiseta
Odontocepheus curtiseta är en kvalsterart som beskrevs av Ruiz, Subías och Kahwash 1989. Odontocepheus curtiseta ingår i släktet Odontocepheus och familjen Carabodidae. Inga underarter finns listade i Catalogue of Life.